# Ymeria Complex
Het Ymeria Complex is een sportcomplex gelegen in Wijgmaal, een deelgemeente van Leuven. Op de voetbalvelden van het complex voetbalt voetbalclub Olympia SC Wijgmaal en de eerste ploeg speelt er in het Ymeria Stadion, in de sporthal is volleybalclub Berg-Op Wijgmaal actief. Het Ymeria Complex is geopend in 1939.

## Geschiedenis
In 1938 werd het Cultureel Centrum Den Ba dat in 1888 gebouwd werd, afgebroken om een sportcomplex te bouwen. In dat jaar begonnen de werken al en in 1939 waren deze al afgerond, het complex was toen klaar voor de opening. Meteen maakte voetbalclub Olympia SC Wijgmaal gebruik van het Ymeria Stadion, het hoofdterrein van de voetbalvelden gelegen in het sportcomplex. In 1969 werd volleybalclub Berg-Op Wijgmaal opgericht en maakte deze club gebruik van de sporthal.
De Ymeria-lokalen werden ter beschikking gesteld aan onder andere de Chirojeugd, opgericht na de Tweede Wereldoorlog. Zij beschikten er over enkele lokalen en een speelplaats achter een muur met ronde bogen. Die ronde bogen symboliseerden de vele ronde vensters van de fabrieken Remy. Ook Olympia SC Wijgmaal de door de fabrieken gesteunde voetbalploeg, beschikte er over kleedkamers en douches, uitgerust met warm water en Franse toiletten met stromend water van de fabrieksbron. Achteraan was er een ruime turnzaal, opgebouwd rond een metalen skelet en badend in het licht door het vele glaswerk. 
De overige delen van Ymeria werden neergehaald en de stad Leuven bouwde er omstreeks 1980 een nieuw, modern sportcomplex.

## Faciliteiten
Het Ymeria Complex beschikt over vele faciliteiten waaronder twee uit kunstgras bestaande voetbalvelden, een voetbalveld met een ondergrond van gras en twee minivoetbalvelden en een sporthal waar aan volleybal, turnen en dans gedaan wordt. Het hoofdterrein van de voetbalvelden dat het Ymeria Stadion wordt genoemd bestaat uit een tribune met zitplanken en enkele erezitplaatsen en een blauw gekleurde staantribune aan de overkant van de zittribune. 
Naast deze sportfaciliteiten kent het Ymeria Complex ook horeca; Chalet Olympia Wijgmaal en het BOW-kafee zijn de kantine's van de twee sportclubs.